# Manish School

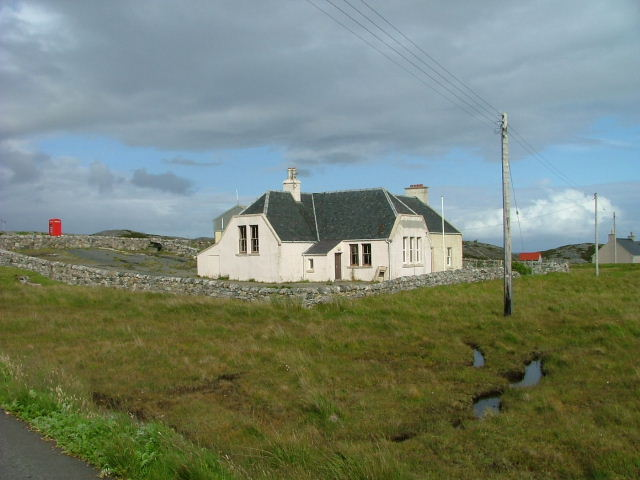
Manish School

Die Manish School ist eine ehemalige Schule der Primarstufe in der Ortschaft Manish auf der schottischen Hebrideninsel Lewis and Harris. 1994 wurde das Bauwerk in die schottischen Denkmallisten in der Denkmalkategorie B aufgenommen.

## Geschichte
Die Manish School wurde 1875 errichtet. Für den Entwurf zeichnet der schottische Architekt Alexander Ross verantwortlich, der eine Modifikation seines Modellentwurfs für Schulgebäude auf den zu Inverness-shire gehörenden Hebrideninseln darstellt. Der Schulbetrieb wurde im Jahre 2000 eingestellt. Schulkinder aus Manish sind heute dem Schulbezirk der Sir E. Scott Primary School in Tarbert zugeordnet.

## Beschreibung
Das Gebäude der Manish School steht abseits der einspurigen Straße, die sämtliche Ortschaften entlang der Südostküste von Harris zwischen Rodel und der A859 verkehrsinfrastrukturell anbindet. Es steht am äußersten Nordosten der Ortschaft direkt an der Grenze zum benachbarten Weiler Ardslave.
Ross’ regionalen Modellentwurf folgend, sind der Schulbereich und die Lehrerwohnung in einem Komplex vereint. Letztere umfasste auch einen Garten mit Schuppen. Das eingeschossige Schulgebäude weist einen L-förmigen Grundriss auf. Das einzige Eingangsportal befindet sich an einem Vorbau entlang der Gebäuderückseite. Aus dem Gebäudeinnenwinkel tritt ein weiterer Vorbau heraus. Die vierflächigen Sprossenfenster des Klassenzimmers sind mit steinernen Fensterpfosten ausgeführt. Die Hauptfassade der Lehrerwohnung ist zwei Achsen weit. Das kombinierte schiefergedeckte Dach ist mit Krüppelwalmen und einem Giebel ausgeführt. Seine Kamine sind firstständig. Eine flache Mauer aus grob behauenem Feldstein umfriedet das Schulareal inklusive des Schulhofs.